# Форначете (Пиза)
Форначете је насеље у Италији у округу Пиза, региону Тоскана.
Према процени из 2011. у насељу је живело 5868 становника. Насеље се налази на надморској висини од 13 м.